# TT-Intercup
Der TT-InterCup ist unter der Marke ttic.eu der Wettbewerb für alle europäischen Tischtennismannschaften seit mehr als 30 Jahren.

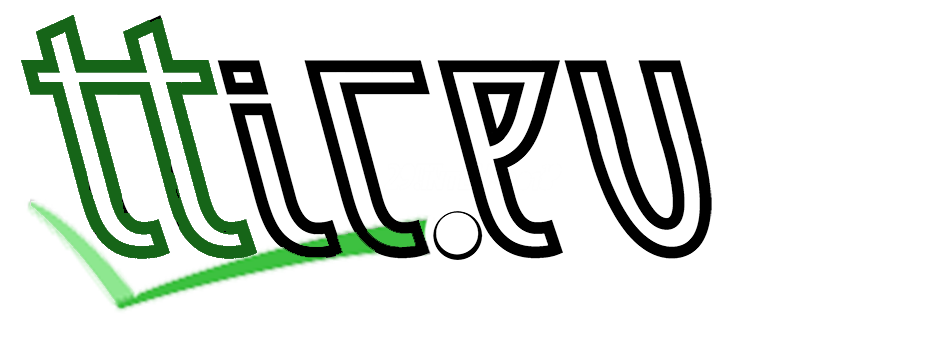
DER Wettbewerb für alle Tischtennismannschaften

## Historie
Bereits 1990 wurde der TT-InterCup durch eine initiative Gruppe von internationalen Tischtennis-Funktionären mit Unterstützung der Casinos Austria AG und der deutschen Firma JOOLA gegründet.
Gründungsmitglieder waren Josef Simecek († 28. Dezember 1990), Kurt Posiles († 20. Juni 2007), Rudolf Sporrer (alle aus Österreich), Michael Bachtler und Klaus Henges (* 1936; † 15. August 2007) (beide aus Deutschland).
Das Organisationskomitee wurde in weiterer Folge durch Helmut Grammanitsch geleitet und Gertraud Simecek, Peter Raidl und Martin Simecek (alle aus Österreich) ergänzt, der 2017 wieder ausgeschieden ist.
Im Jahr 2016 hat sich Helmut Grammanitsch nach mehr als 25 Jahren zurückgezogen und die Leitung an Martin Simecek übergeben, der seither den TT-InterCup – insbesondere – durch die schwierige Zeit der COVID-19-Pandemie erfolgreich leitet.

## Vision
Die Vision des TT-InterCup ist es jenen Vereinen Spielmöglichkeiten zu bieten, die interkontinentale Sportkontakte suchen. Der TT-InterCup bietet Vereinen aller Leistungsebenen ohne Vorqualifikation Wettbewerbsspiele auf interkontinentaler Ebene. Das bedeutet, dass Vereine aller Leistungsebenen direkt am TT-InterCup teilnehmen können. Unter bestimmten Voraussetzungen auch mehrere Mannschaften von startberechtigten Vereinen.

## Kosten
Die Kosten werden möglichst gering gehalten. Die Kosten für den Aufenthalt (max. für 4 Personen) trägt der Heimverein, die Reisekosten der Gastverein. Die Teilnahmegebühr ist mit EURO 150,-- vergleichsweise gering.

## Spielsystem
Der Austragungsmodus richtet sich nach der Anzahl der teilnehmenden Mannschaften. In der ersten Phase kommt es durch Auslosung zu einer Einteilung in Gruppen, jedem teilnehmenden Verein sind so mindestens zwei Spiele garantiert – im Regelfall ein Heim- und ein Auswärtsspiel. Die weitere Einteilung erfolgt nach den Ergebnissen der Gruppenphase, der Austragungsmodus richtet sich nach der Anzahl der teilnehmenden Mannschaften.
Jede Mannschaft kann insgesamt 15 Spieler und Spielerinnen nennen, pro Spiel sind mindestens 3 und maximal 5 Spieler oder Spielerinnen einsetzbar. Die Spiele werden im alten Europaligasystem ausgetragen, das bedeutet maximal 6 Einzel- und 1 Doppelspiel (A-Y, B-X, C-Z, Doppel, A-X, C-Y, B-Z).

## Spieltermine
Die Spieltermine können innerhalb der Runden von den Teilnehmern frei und einvernehmlich vereinbart werden.

## Statistik
Teilnehmer gesamt:
1.675 Mannschaften aus 17 Nationen
treueste Teilnehmer:
ATUS Gumpoldskirchen, SPG Sportklub Flötzersteig, TTC Raiffeisen Kuchl, UTTC Halbturn und UTTC Oberwart (AUT), TTK Turnhout (BEL), Aladdza Team Sarajevo (BIH), Tatran KRPA Hostinne (CZE), Charenton TT und Ingre CMPJM TT (FRA), SC Wewer 2000 und TV 1862 Geseke (GER), ASD Tennistavolo Norbello und ASD Marcozzi Cagliara (ITA), DT Berbuerg und DT Nidderkäerjeng (LUX), TTV Entac (NED), KS Wamet Dabcze (POL) und SG TT Buchs (CHE)
erfolgreichster Teilnehmer:
Postsportverein Mühlhausen 1951: 6 mal 1. Platz und 1 mal 2. Platz
bekannteste Spieler:
Engelbert Hüging, Zoltan Fejer-Konnerth, Lars Hielscher (GER), Lucian Blaszcyk (POL), Dragutin Surbeck, Zoran Kalinic, Zlatko Cordas (ExYUG), Gabor Gergely, Ferenc Karsai, Tamas Lakatos, Ferenc Paszy (HUN), Philippe Saive (BEL), Guo Yuehua (CHN), Peter Gardos, Chen Weixing (AUT), Kalinikos Creanga (GRE), Emmanuel Lebesson, Adrien Mattenet, Oliver Mamurek (FRA), Jindirch Pansky (CZE), Jun Mizutani (JAP), Evqueni Chtchetinine (BLR)
Europa-Rekorde:
Alle 3 Brüder sind im Finale 2016/17 aufeinander getroffen: Daniel (Post SV Mühlhausen 1951), Mathias und Daniel (UTTC Oberwart).
Daniel Habesohn hat als einziger Spieler alle 3 internationalen Tischtennis-Bewerbe gewonnen: Champions League 2008 (SVS Niederösterreich), ETTU-Cup 2016 (SG Weinviertel) und TT-InterCup 2017 (Post SV Mühlhausen 1951).

## Ergebnisse TT-InterCup
| Spielzeit | Mannschaften | Nationen | Sieger                                                                |
| --------- | ------------ | -------- | --------------------------------------------------------------------- |
| 2021/22   | 28           | 9        | Post SV Mühlhausen 1951 (GER)                                         |
| 2019/20   | 33           | 9        | SV Union Velbert (GER)                                                |
| 2018/19   | 50           | 10       | SV Union Velbert (GER)                                                |
| 2017/18   | 57           | 10       | UTTC Oberwart (AUT)                                                   |
| 2016/17   | 50           | 9        | Post SV Mühlhausen 1951 (GER)                                         |
| 2015/16   | 53           | 12       | Post SV Mühlhausen 1951 (GER)                                         |
| 2014/15   | 53           | 12       | Post SV Mühlhausen 1951 (GER)                                         |
| 2013/14   | 56           | 10       | Post SV Mühlhausen 1951 (GER)                                         |
| 2012/13   | 51           | 11       | Post SV Mühlhausen 1951 (GER)                                         |
| 2011/12   | 49           | 9        | Post SV Mühlhausen 1951 (GER)                                         |
| 2010/11   | 49           | 10       | TT Saint Louis (FRA)                                                  |
| 2009/10   | 45           | 10       | PTC Peac Pécs AAM (HUN)                                               |
| 2008/09   | 46           | 10       | A.S. TT A4 Tonoli-Caffé Excelsior Verzuolo (ITA)                      |
| 2007/08   | 57           | 10       | Saint Denis U.S. 93 TT (FRA)                                          |
| 2006/07   | 45           | 8        | ASKÖ-Linz Altstadt (AUT)                                              |
| 2005/06   | 49           | 11       | Saint Denis U.S. 93 TT (FRA)                                          |
| 2004/05   | 58           | 12       | Saint Denis U.S. 93 TT (FRA)                                          |
| 2003/04   | 67           | 11       | Stella Sport La Romagne (FRA)                                         |
| 2002/03   | 69           | 11       | Saint Denis U.S. 93 TT (FRA)                                          |
| 2001/02   | 68           | 13       | Saint Denis U.S. 93 TT (FRA)                                          |
| 2000/01   | 55           | 12       | Saint Denis U.S. 93 TT (FRA)                                          |
| 1999/00   | 60           | 13       | ASKÖ-Linz Altstadt (AUT)                                              |
| 1998/99   | 55           | 12       | TTG RS Hoengen (GER) Sun Jianwei, Piotr Szafranek, Peter Auwärter     |
| 1997/98   | 62           | 10       | TTV Hornstein(AUT) (Thierry Cabrera, Kalinikos Kreanga, Chen Weixing) |
| 1996/97   | 63           | 11       | T.T.C. Nantes Atlantique (FRA)                                        |
| 1995/96   | 73           | 13       | TTC Helga Hannover (GER)                                              |
| 1994/95   | 75           | 11       | Entente Pongiste Isseenne (FRA)                                       |
| 1993/94   | 65           | 12       | Casino Baden (AUT)                                                    |
| 1992/93   | 53           | 10       | Nova Hut Ostrava (TCH)                                                |
| 1991/92   | 51           | 10       | Lubuski Sportowy Lumel (POL)                                          |
| 1990/91   | 30           | 7        | VfB Lübeck (GER) Wang Yansheng, Colum Slevin, Roland Krmaschek        |

## Sieger Trofeo Città Di Verona
| Spielzeit | Mannschaften | Nationen | Sieger                          |
| --------- | ------------ | -------- | ------------------------------- |
| 2017/18   | 57           | 10       | ASC Sarnthein-Raiffeisen (ITA)  |
| 2016/17   | 50           | 9        | ASC Sarnthein-Raiffeisen (ITA)  |
| 2015/16   | 53           | 12       | SC Wewer 2000 (GER)             |
| 2014/15   | 53           | 12       | Charenton Tennis de Table (FRA) |
| 2013/14   | 56           | 10       | Union Raika Oberndorf (AUT)     |
| 2012/13   | 51           | 11       | ASPTT Lille Métropole (FRA)     |
| 2011/12   | 49           | 9        | Pays Rochois & Genevois (FRA)   |
| 2010/11   | 49           | 10       | Perigne (FRA)                   |
| 2009/10   | 45           | 10       | Logis Auderghem (BEL)           |
| 2008/09   | 46           | 10       | L'Hay Les Roses (FRA)           |
| 2007/08   | 57           | 10       | ASGM Le Mans (FRA)              |
| 2006/07   | 45           | 8        | AC TT Abbeville (FRA)           |
| 2005/06   | 49           | 11       | Floratom Szeged AC (HUN)        |
| 2004/05   | 58           | 12       | DJK Sportbund Stuttgart (GER)   |
| 2003/04   | 67           | 11       | AS La Perla Este (ITA)          |
| 2002/03   | 69           | 11       | Kobelco Auderghem (BEL)         |
| 2001/02   | 68           | 13       | CVSE Mavepcell (HUN)            |
| 2000/01   | 55           | 12       | SK Vydrany (SVK)                |